# Harvey Keitel
Harvey Johannes Keitel (/kaɪˈtʲɛɫ̩/, Brooklyn, Nueva York, 13 de mayo de 1939) es un actor estadounidense nominado al Premio Óscar. Ha encarnado papeles de «tipo duro» en varias películas; sin embargo, también ha desarrollado personajes de sensibilidad, como el de George Baines en The Piano o el del protagonista de La mirada de Ulises. Keitel también es dueño de una productora llamada The Goatsingers, con la que intenta dar salida a proyectos de jóvenes directores.

## Biografía
Nació en el distrito neoyorquino de Brooklyn. Hijo de inmigrantes judíos de origen polaco (por parte de padre) y rumano (por parte de madre), tuvo una infancia turbulenta, llegando incluso a ser expulsado del colegio por absentismo.
A los 17 años se alistó en el Cuerpo de Marines de los Estados Unidos e intervino en el conflicto de Líbano. Según sus propias palabras, su paso por el ejército fue su primera "experiencia espiritual", un punto de ruptura con el microcosmos del barrio y un medio para enfrentarse a sus miedos y conflictos.[cita requerida]

## Trayectoria profesional

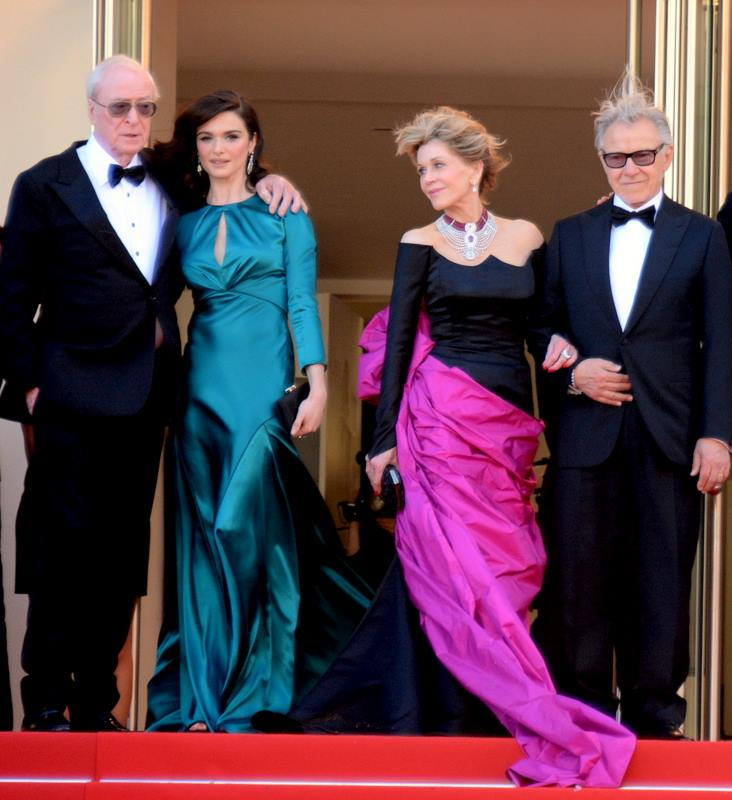
Michael Caine, Rachel Weis, Jane Fonda y Keitel durante la presentación de Youth en el Festival de Cine de Cannes.

A su regreso a Nueva York trabajó vendiendo zapatos y como estenógrafo judicial en Manhattan, hasta que un compañero de trabajo le aconsejó tomar clases de interpretación, entre otros motivos para ayudarle a superar un grave problema de dislexia que arrastraba desde su infancia. Fue así como llegó al prestigioso Actor's Studio en donde tuvo profesores tan notables como Stella Adler y Lee Strasberg. Trabajó algunos años en el teatro, en obras menores hasta que respondió a un anuncio de la prensa en el que un joven director Martin Scorsese, buscaba actores para su primera película Who's That Knocking at My Door: fue inmediatamente seleccionado como protagonista. Posteriormente intervino en varias cintas del mismo director, tales como  Mean Streets, Alicia ya no vive aquí, Taxi Driver, La última tentación de Cristo y  El irlandés.
Unos años más tarde, su carrera sufrió un duro revés al ser sustituido por Martin Sheen en el papel protagonista de Apocalypse Now. A partir de entonces los papeles importantes escasearon e intervino en gran número de películas de dudosa calidad. Esta situación fue definida por el actor como "humillante" y pensó incluso en abandonar la profesión. A partir de entonces desarrolló gran parte de su trabajo en Europa, en donde llegó a colaborar con directores tan eminentes como Bertrand Tavernier, Ettore Scola o Ridley Scott. Trabajó junto con Miguel Bosé en El caballero del dragón (1985).
A pesar de su buen hacer interpretativo, no fue hasta bien entrada la madurez, en los años 1990, cuando logró un cierto reconocimiento a su carrera y una mayor popularidad obteniendo diversos premios de la crítica y una nominación a los premios Óscar. En esta etapa intervino en películas como Reservoir Dogs (de la que además fue coproductor), Pulp Fiction, The Piano, Thelma & Louise, Smoke o la controvertida y durísima Bad Lieutenant, que marcaron un antes y un después en su trayectoria.

## Vida privada
En el terreno personal, Keitel ha estado comprometido con los problemas sociales (fue vocal de Unicef durante la guerra de Bosnia), es un apasionado de la lectura, especialmente de la poesía y el ensayo, y un experto en puros habanos. Estuvo unido sentimentalmente a la actriz Lorraine Bracco entre 1982 y 1993, con quien tuvo una hija llamada Stella Keitel-Bracco. Posteriormente mantuvo relaciones con varias mujeres, entre ellas la actriz Andie MacDowell.
En 2001 se casó con la actriz y directora canadiense Daphna Kastner (n. 1961) con quien tiene un hijo llamado Roman Keitel. También es padre de otro hijo, Hudson, de una corta relación con una ceramista de California.

## Filmografía
- 1967 - Who's That Knocking at My Door
- 1973 - Mean Streets
- 1974 - Memory of Two Mondays
- 1974 - The Virginia Hill Story
- 1974 - Alice Doesn't Live Here Anymore
- 1975 - That's the Way of the World
- 1976 - Taxi Driver
- 1976 - Mother, Jugs & Speed
- 1976 - Buffalo Bill and the Indians or Sitting Bull's History Lesson
- 1977 - Welcome to L.A.
- 1977 - Los duelistas
- 1978 - Fingers
- 1978 - Blue Collar
- 1979 - Eagle's Wing
- 1980 - Saturno 3
- 1980 - Death Watch
- 1980 - Bad Timing
- 1982 - The Border
- 1982 - La Nuit de Varennes
- 1983 - Une pierre dans la bouche
- 1983 - Exposed
- 1983 - La bella Otero
- 1983 - Copkiller
- 1984 - Falling in Love
- 1984 - Nemo
- 1985 - Baciami strega
- 1985 - El caballero del dragón
- 1985 - La sposa americana
- 1986 - Blindside
- 1986 - Off Beat
- 1986 - Camorra: Contacto en Nápoles (Un complicato intrigo di donne, vicoli e delitti)
- 1986 - Wise Guys
- 1986 - The Men's Club
- 1987 - The Pick-up Artist
- 1987 - The Inquiry
- 1988 - The Last Temptation of Christ
- 1989 - The January Man
- 1990 - The Two Jakes
- 1990 - Two Evil Eyes
- 1991 - Thelma & Louise
- 1991 - Mortal Thoughts
- 1991 - Bugsy
- 1992 - Sister Act
- 1992 - Reservoir Dogs
- 1992 - Bad Lieutenant
- 1993 - Dangerous Game
- 1993 - The Piano
- 1993 - Point of No Return
- 1993 - Rising Sun
- 1993 - The Young Americans
- 1994 - To Love
- 1994 - Imaginary Crimes
- 1994 - Monkey Trouble
- 1994 - Pulp Fiction
- 1995 - Blue in the Face
- 1995 - Clockers
- 1995 - Smoke
- 1995 - Ulysses' Gaze
- 1996 - Abierto hasta el amanecer
- 1996 - Head Above Water
- 1997 - City of Industry
- 1997 - Cop Land
- 1997 - Fairy Tale: A True Story
- 1998 - Il Mio West
- 1998 - Finding Graceland
- 1998 - Lulu on the Bridge
- 1998 - Shadrach
- 1999 - Presence of Mind
- 1999 - Holy Smoke
- 1999 - Three Seasons
- 1999 - El celo
- 2000 - Little Nicky
- 2000 - Prince of Central Park
- 2000 - U-571
- 2000 - Fail Safe
- 2001 - The Grey Zone
- 2001 - Taking Sides
- 2001 - Vipera
- 2001 - Nailed
- 2002 - Beeper
- 2002 - Red Dragon
- 2002 - Ginostra
- 2002 - Nowhere
- 2003 - Dreaming of Julia
- 2003 - Who Killed the Idea?
- 2003 - The Galindez File
- 2003 - Crime Spree
- 2003 - Puerto Vallarta Squeeze
- 2004 - The Bridge of San Luis Rey
- 2004 - National Treasure
- 2005 - The Shadow Dancer
- 2005 - Be Cool
- 2005 - Shadows in the sun
- 2005 - One Last Dance
- 2006 - The Stone Merchant
- 2007 - National Treasure: Book of Secrets
- 2008/2009 - Life on Mars (TV)
- 2009 - Inglourious Basterds (sin acreditar)
- 2009 - A un paso de la muerte como Nino
- 2010 - Criminal Empire for Dummy's
- 2010 - A Beginner's Guide to Endings
- 2010 - Little Fockers
- 2010 - The Last Godfather
- 2012 - Moonrise Kingdom
- 2012 - Fatal Honeymoon (TV)
- 2013 - The Congress
- 2014 - The Grand Budapest Hotel
- 2014 - God Only Knows
- 2014 - Two Men in Town
- 2014 - Gandhi of the Month
- 2015 - Youth
- 2016 - Elegidos para ser héroes
- 2017 - Numb, at the Edge of the End
- 2017 - Madame
- 2019 - El irlandés
- 2019 - El pájaro pintado
- 2020 - Fátima
- 2021 - Blood on the Crown
- 2021 - Lansky

## Premios y reconocimientos
Premios Óscar
| Año  | Categoría              | Trabajo nominado | Resultado |
| ---- | ---------------------- | ---------------- | --------- |
| 1992 | Mejor actor de reparto | Bugsy            | Nominado  |

Lista incompleta
- Premio Razzie
  - 1989 Peor actor secundario - La última tentación de Cristo - Nominado

- Premios Sant Jordi de Cine
  - 1992 Mejor actor extranjero - Reservoir Dogs - Ganador

- Independent Spirit Awards
  - 1992 Mejor actor - Bad Lieutenant - Ganador

- Festival Internacional de Cine de Venecia
  - 1993 Mejor actor ("Golden Ciak") - Dangerous Game - Ganador

- Premios AFI (Instituto de Cine Australiano)
  - 1993 Mejor actor - El Piano - Ganador

- Festival Internacional de Cine de Berlín
  - 1995 Premio del jurado - Smoke - Ganador

- Premios David de Donatello
  - 1995 Mejor actor extranjero - Smoke - Ganador

- Premios Globo de Oro
  - 1992 Mejor actor de reparto - Bugsy - Nominado

- Premio Chlotrudis
  - 1995 Mejor actor - Smoke - Nominado

- Premios Satellite
  - 2008 Mejor actor de reparto - Miniserie o telefilme - Life on Mars - Nominado

- Premios Saturn
  - 1996 Mejor actor de reparto - Abierto hasta el amanecer - Nominado